# Japonský pohár 1989
Japonský pohár v ledním hokeji se konal od 23. – 28. května 1989. Zúčastnili se tři reprezentační mužstva. Turnaj se odehrál dvoukolovým systémem každý s každým.
Podle propozic turnaje v případě rovnosti bodů rozhodovaly o umístění výsledky vzájemných utkání, jelikož oba zápasy Československa se Sovětským svazem skončily nerozhodně, tak pořadatelé vyhlásili oba týmy za vítěze turnaje.

## Výsledky a tabulka
|    |          | URS  | TCH | JPN  | V | R | P | Skóre | B |
| 1. | SSSR     | ***  | 3:3 | 10:1 | 2 | 2 | 0 | 25:12 | 6 |
| 1. | ČSSR     | 2:2  | *** | 7:1  | 2 | 2 | 0 | 18:9  | 6 |
| 3. | Japonsko | 6:10 | 3:6 | ***  | 0 | 0 | 4 | 11:33 | 0 |

 Československo -  Japonsko 	7:1 (4:1, 2:0, 1:0)
23. květen 1989 - Tokio

Branky Československa: 9. Oldřich Válek, 11. Zdeno Cíger, 3:0 14. Oldřich Válek, 4:0 14. Jiří Kučera, 32. Oldřich Válek, 32. Rostislav Vlach, 52. Leo Gudas.

Branky Japonska: 4:1 14. Toshiyuki Sakai.

Rozhodčí: Mijazaki (JPN) – Emori (JPN), Komacu (JPN)

Vyloučení: 3:2 (1:0)
ČSSR: Jaromír Šindel - Antonín Stavjaňa, Bedřich Ščerban, František Procházka, Jerguš Bača, Drahomír Kadlec, Leo Gudas, František Kučera, Jiří Látal – Vladimír Svitek, Vladimír Růžička, Zdeno Cíger - Otakar Janecký, Robert Kron, Jiří Šejba - Oldřich Válek, Jiří Kučera, Rostislav Vlach - Tomáš Jelínek, Oto Haščák, Jiří Doležal.
Japonsko: Masahiro Miyazaki – Hidekatsu Takagi, Yasuhiro Honma, Kunio Takagi, Atsuo Kudoh, Tadashi Haga, Fumihiko Kajikawa, Takayuki Kobori, Takayuki Miura – Toshiyuki Yajima, Norio Suzuki, Hirotoshi Osawa – Sayaka Ishii, Toshiyuki Sakai, Hikomi Senuma – Motoki Ebina, Yuji Iga, Koshi Kiyoe – Shuji Momoi, Yuji Iwamoto,Takayuki Ueno.
 Československo -  SSSR 	3:3 (1:2, 0:1 2:0)
24. května 1989 - Tokio

Branky Československa: 1:1 12. Jiří Kučera, 52. Vladimír Růžička, 59. Rostislav Vlach.

Branky SSSR: 0:1 12. Alexej Kasatonov, 15. Andrej Kovaljov, 38. Sergej Němčinov.

Rozhodčí: Bjorkman (SWE) – Emori, Matakogawa (JPN)

Vyloučení: 10:9 (0:0, 0:1)
ČSSR: Jaromír Šindel - Antonín Stavjaňa, Bedřich Ščerban, František Procházka, Jerguš Bača, Drahomír Kadlec, Leo Gudas, František Kučera, Jiří Látal – Vladimír Svitek, Vladimír Růžička, Zdeno Cíger - Otakar Janecký, Robert Kron, Jiří Šejba - Oldřich Válek, Jiří Kučera, Rostislav Vlach - Tomáš Jelínek, Oto Haščák, Jiří Doležal.
SSSR: Artūrs Irbe – Igor Stělnov, Svjatoslav Chalizov, Ilja Bjakin, Alexej Gusarov, Vladimir Malachov, Alexej Kasatonov, Sergej Zubov, Sergej Seljanin – Sergej Němčinov, Pavel Bure, Jurij Chmyljov – Andrej Chomutov, Igor Maslennikov, Valerij Kamenskij – Vladimir Konstantinov, Andrej Kovaljov, Dmitrij Kvartalnov – Vjačeslav Bykov, Sergej Fjodorov.
 SSSR –  Japonsko 	10:1 (5:0, 4:0, 1:1)
25. května 1989 - Tokio	

Branky SSSR: 2x Sergej Fjodorov, 2x Andrej Chomutov, Vjačeslav Bykov, Ilja Bjakin, Andrej Kovaljov, Igor Maslennikov, Sergej Němčinov, Valerij Kamenskij.

Branky Japonska: Yuji Iga.
SSSR: Vladimir Myškin - Alexej Kasatonov, Sergej Zubov, Alexej Gusarov, Sergej Seljanin, Vladimir Malachov, Igor Stělnov - Andrej Chomutov, Vjačeslav Bykov, Valerij Kamenskij – Dmitrij Kvartalnov, Sergej Němčinov, Jurij Chmyljov – Pavel Bure, Sergej Fjodorov, Vladimir Konstantinov - Andrej Kovaljov, Igor Maslennikov, Ilja Bjakin.
 Československo -  Japonsko 	6:3 (2:0, 2:1, 2:2)
26. května 1989 - Tokio	

Branky Československa: 11. Otakar Janecký, 12. Jiří Kučera, 27. Vladimír Růžička, 36. Robert Kron, 45. Vladimír Růžička, 57. Oldřich Válek.

Branky Japonska: 31. Toshiyuki Yajima, 50. Toshiyuki Sakai, 59. Norio Suzuki.

Rozhodčí: Murakami – Emori, Nakatogawa (JPN)

Vyloučení: 3:4 (0:2)
ČSSR: Petr Bříza - Antonín Stavjaňa, Bedřich Ščerban, František Procházka, Jerguš Bača, Drahomír Kadlec, Leo Gudas, František Kučera, Jiří Látal – Vladimír Svitek, Vladimír Růžička, Zdeno Cíger - Otakar Janecký, Robert Kron, Jiří Šejba - Oldřich Válek, Jiří Kučera, Rostislav Vlach - Tomáš Jelínek, Oto Haščák, Jiří Doležal.
Japonsko: Masahiro Miyazaki – Hidekatsu Takagi, Yasuhiro Honma, Kunio Takagi, Atsuo Kudoh, Tadashi Haga, Fumihiko Kajikawa, Takayuki Kobori, Takayuki Miura – Toshiyuki Yajima, Norio Suzuki, Hirotoshi Osawa – Sayaka Ishii, Toshiyuki Sakai, Hikomi Senuma – Motoki Ebina, Yuji Iga, Koshi Kiyoe – Shuji Momoi, Yuji Iwamoto,Takayuki Ueno.
 Československo -  SSSR 	2:2 (1:0, 1:1, 0:1)
27. května 1989 - Tokio	

Branky Československa: 7. Vladimír Růžička, 28. Oldřich Válek.

Branky SSSR: 31. Valerij Kamenskij, 51. Ilja Bjakin.

Rozhodčí: Bjorkman (SWE) – Mijazaki, Komacu (JPN)

Vyloučení: 3:5 (0:0)
ČSSR: Petr Bříza - Antonín Stavjaňa, Bedřich Ščerban, František Procházka, Jerguš Bača, Drahomír Kadlec, Leo Gudas, František Kučera, Jiří Látal – Vladimír Svitek, Vladimír Růžička, Zdeno Cíger - Otakar Janecký, Robert Kron, Jiří Šejba - Oldřich Válek, Jiří Kučera, Rostislav Vlach - Tomáš Jelínek, Oto Haščák, Jiří Doležal.
SSSR: Vladimir Myškin (41. Artūrs Irbe) – Igor Stělnov, Svjatoslav Chalizov, Ilja Bjakin, Alexej Gusarov, Vladimir Malachov, Alexej Kasatonov, Sergej Zubov, Sergej Seljanin, Jurij Krivochiža – Sergej Němčinov, Pavel Bure, Jurij Chmyljov – Andrej Chomutov, Igor Maslennikov, Valerij Kamenskij – Vladimir Konstantinov, Andrej Kovaljov, Dmitrij Kvartalnov – Vjačeslav Bykov, Sergej Fjodorov.
 SSSR –  Japonsko 	10:6 (4:0, 2:4, 4:2)
28. května 1989 - Tokio	

Branky SSSR: 2x Sergej Němčinov, Igor Maslennikov, Chmyljov, Pavel Bure, Andrej Kovaljov, Vjačeslav Bykov, Vladimir Malachov, Valerij Kamenskij, Igor Stělnov.

Branky Japonska: 2x Motoki Ebina, Shuji Momoyi, Sayaka Ishii, Toshiyuki Yajima, Fumihiko Kajikawa.
SSSR: Vladimir Myškin - Alexej Kasatonov, Sergej Zubov, Alexej Gusarov, Sergej Seljanin, Vladimir Malachov, Igor Stělnov, Jurij Krivochiža - Andrej Chomutov, Vjačeslav Bykov, Valerij Kamenskij – Dmitrij Kvartalnov, Sergej Němčinov, Jurij Chmyljov – Pavel Bure, Sergej Fjodorov, Vladimir Konstantinov - Andrej Kovaljov, Igor Maslennikov, Ilja Bjakin.